# 長木真琴
長木 真琴（ながき まこと、1977年2月26日 - ）は、熊本県を拠点に活動しているタレント、ラジオパーソナリティ。

## 来歴
熊本県熊本市出身。血液型A型。熊本マリスト学園高等学校卒業。妻は、同じく熊本県内で活動している松村奈央。
中学生の頃からラジオ局での仕事に憧れがあり、加えて人前に立つのが苦手なことに抱き続けていた自らのコンプレックスを克服したいという思いもあって放送業界での活動を志す。1996年に高校を卒業した後、一旦は福岡大学法学部に進学するも、その年のうちに番組制作会社に入社。大学はそのまま中退となる。番組制作会社にいた頃には、制作などの裏方業務をしながら自らも番組やCMに出演したりイベントMCも務めたりと、既にメディアへの露出があった。
その後、縁あって熊本でラジオパーソナリティをしている奥田圭と知り合い、彼に師事。2003年4月にエフエム熊本『ぶらりくまもとサウンドスケッチ』のパーソナリティになり、これを足がかりに地元での活動を開始する。
後に松村と結婚。彼女との間には3人の子供がいる。また、タレント活動をしながら音響・映像制作スタジオを経営し、MA（マルチオーディオ）その他のオペレーター・エンジニアとしても活動している。

## 出演

### ラジオ番組
- ぶらりくまもとサウンドスケッチ（エフエム熊本、2003年 - 2009年）
- かたるバッ!（RKKラジオ、2008年 - 2009年） - 月曜・火曜担当
- RKK Count Down Cafe（RKKラジオ、2009年 - 2010年）[5]
- PaPaラジ（RKKラジオ、2009年 - 2010年）
- くまもと“いいね！”マガジン（エフエム熊本、2015年 - 2018年）[6]
- FMK Morning Glory（エフエム熊本、2017年 - ） - 月曜・水曜担当

### テレビ番組
- オルガタウン（熊本朝日放送）[要出典]
- ファイブチャンネル（熊本朝日放送） - 特集チャンネル「キワミスター」リポーター
- パチ王伝（テレビ熊本）
- グッと！もっと！くまもと（熊本放送）[要出典]
- ニュース&情報ライブ くまパワ（熊本朝日放送） - 天気コーナーアシスタント（月曜 - 木曜）、中継リポーター（金曜）
- つながる情報テレビ くまパワ（熊本朝日放送） - 中継リポーター